# Kanderfirn
La Kanderfirn és una glacera de 6,6 km (2005) del Alps Bernesos, situada al sud de Kandersteg en el cantó de Berna. La glacera llisca cap al final superior del Gasterental, al peu del Blüemlisalp i el Tschingelhorn. Limita amb la vall de Lauterbrunnen a l'est (Tschingel Pass) i el cantó de Valais al sud (Petersgrat). El 1973 tenia una superfície de 13,9 km².
La glacera alimenta les aigües del Kander, un riu que flueix cap al Llac de Thun, i d'aquí a l'Aar i el Rin.
Al vessant rocós de Mutthorn, al sud del collet fins a Tschingelfirn, hi ha la cabana Mutthorn del Swiss Mountaineering Club (SAC) a una altitud de 2900 m. A la cabana només s'hi pot arribar per les glaceres, ja sigui des de la vall de Gastern o des de la vall de Lauterbrunnen.

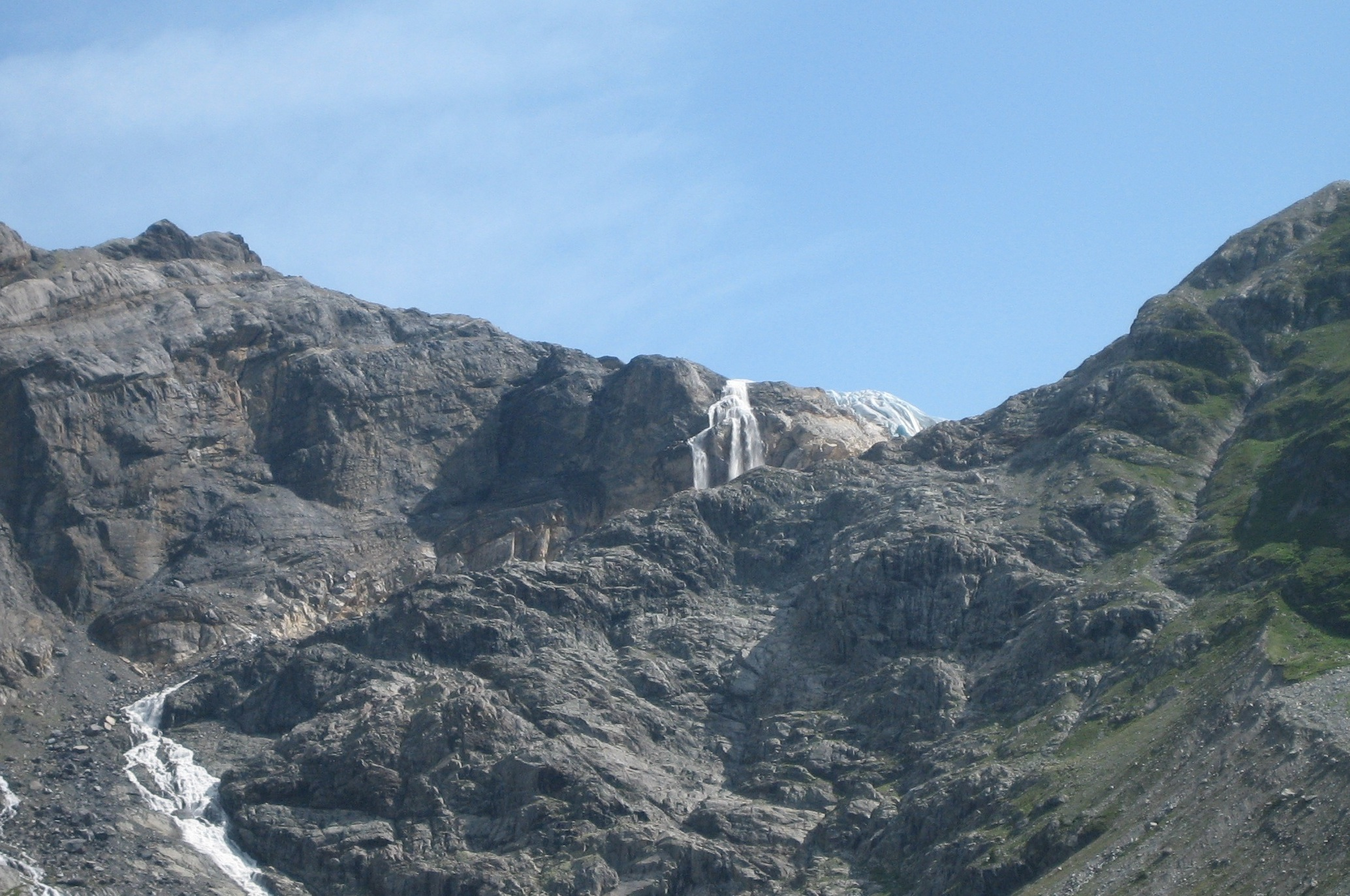
Kanderfirn vist des del Gasterntal
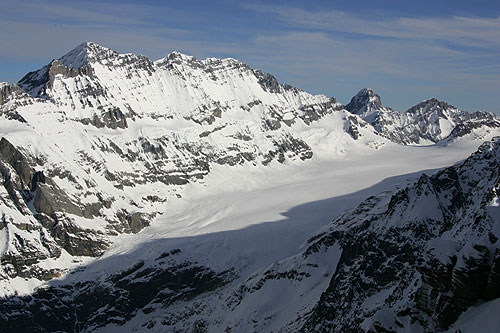
Vista del Kanderfirn des del Hockenhorngrat
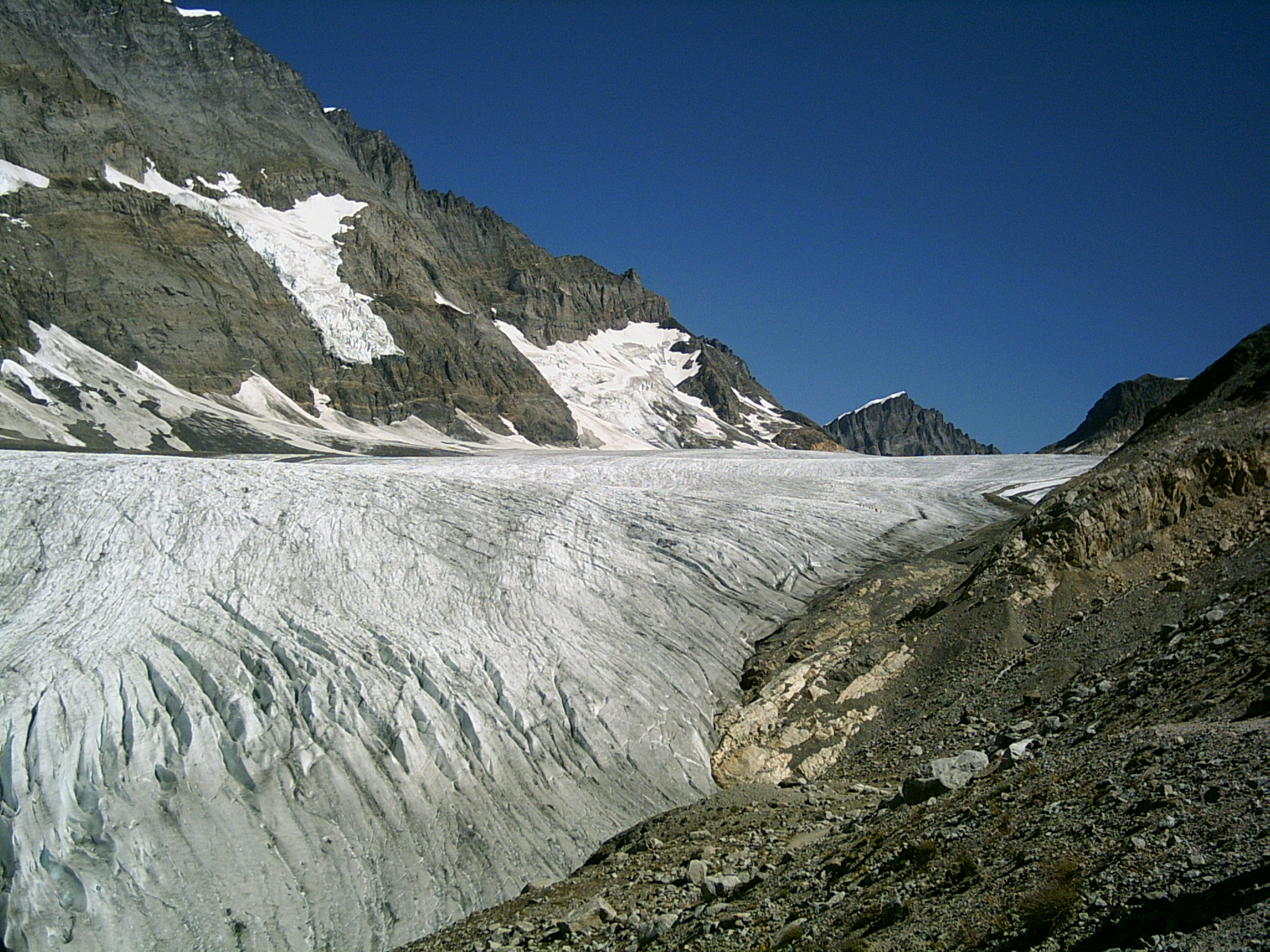
Kanderfirn amb vistes cap al Mutthornhütte